# 電脳☆GQバトラー!!
『電脳☆GQバトラー!!』（でんのう ジーキューバトラー）は、日本テレビ系列局の一部で放送されていた読売テレビ製作のクイズ番組である。製作局の読売テレビでは1995年10月19日から1996年3月28日まで、毎週木曜 19:00 - 19:54 （日本標準時）に放送。日本テレビやテレビ金沢は深夜3時台での遅れネットを行っていた。
タイトルのGQは、"GAME & QUIZ" の頭文字である。「バトラーくん」というCGアニメーションを使ったマスコットキャラクターがおり、番組の随所で出現していた。

## 出演者

### 司会
- うじきつよし
- 中元綾子（当時読売テレビアナウンサー）

### 解答者（バトラー）
- トミーズ雅
- 麻木久仁子
- 渡嘉敷勝男
- 佐藤愛子
- 円広志
- 蛭子能収
- 岩井由紀子
- ほか

## ルール
基本的には2人1組のチームが4チーム参加していた。
前期には8つのゲームが用意されていて、順番が回ってきたチームが勝てそうな相手とどのゲームをするのかを指定する（一度選ばれたゲームは選択不可）。その2チームの対決で勝利した側が1ポイントを獲得。引き分けの場合には両者ともにポイント無し（ゲームによっては「パーフェクト」が存在し、パーフェクトで引き分けた場合にも基本的に同様の措置を取られていたが、時期によっては両者に1ポイントが入る場合もあった）。2周してすべてのゲームが終わったら、最終決戦として全チーム参加の「知識バトル ロシアンババ抜き」を行う。このゲームでは、最高で3ポイントを獲得できた。優勝チームには10万円相当の商品券が贈られた。
後期にはすべてのゲームが全チーム参加となり、得点レートも変更された。そして高得点で優勝すると、チームに贈られる商品券がグレードアップするようになった。2000点以上で優勝した場合には30万円相当の商品券が、2200点以上では50万円相当の商品券が贈られた。最初の頃には2000点以上で優勝した場合には50万円相当の商品券という緊急特別ルールを採用していたが、これは出なかった。

## ゲーム一覧
カッコ内は後期における得点レート。
情報バトル ○×クエスト（パーフェクト:有り）
あるテーマのおもしろ情報をスタッフがレポーター調に紹介、それが本当かどうかを○×のハンドサインで2人別々に答える。4問出題し、正解合計の多いほうが勝ち。（後期には4問で、1人正解ごとに50点）
早口バトル GO!GO!ロール（パーフェクト:有り）
下から流れてくるテーマに沿った言葉（2種類用意されている）のテロップをチームの代表者1名が次々と読んでいく。（全部で40行あり、初めは短いがどんどん長くなっていく）読み終わる前に言葉が画面から消えたら終了で、2人目に交代。（画面から消える前なら言い直しも可能）。2人目は1人目の続きからスタート。より多くの行数を読んだほうの勝ち。
直感バトル 画廊伝説DX（パーフェクト:無し）
一般人に描いてもらった絵がモニターに8枚表示される。その8枚はしりとりになっていて、まず司会者が1枚をオープンし残り7枚が何の絵かを交互に当てていく。多く正解したほうの勝ち。
言語バトル ダジャレん坊将軍（パーフェクト:無し）
あるダジャレをテーマにしたコントVTRを見て何のダジャレかを早押しで当てる。（最初にヒントが出る）3問出題で、多く正解したほうの勝ち。
記憶バトル サウンドペアマッチ（パーフェクト:無し）
16枚のパネルに隠された音を使った神経衰弱。トランプを使った本来の神経衰弱と同様に、より多くのペアを当てたほうの勝ち。（最終回では1ペア正解ごとに50点）ちなみに隠された音の中には『スーパーマリオブラザーズ』の効果音もあり、トミーズ雅はゲーム中に「クッパや！」などと言って笑いを取っていた。他にも「イエス・ノー枕欲しいからなぁ…」と言って笑いを取ったことがある。
体力バトル なぞなぞ選手権（パーフェクト:無し）
ナムコのエレメカ製品『空気早入れ選手権』を使って風船早割り対決をしてもらい、勝った方になぞなぞを出題。不解答・不正解の場合、再び風船早割り対決を行う。1問正解した時点で、このゲームの勝者となる。（このバトルは後に特番の時のみ登場し、なぞなぞではなく3択クイズが出題された、ルールは同様1問正解した時点で勝利、200点獲得された）
体感バトル 3色旗上げ（パーフェクト:有り）
左足に白い旗の付いた靴を履き、両手に旗を持つ（左手に青色の旗、右手に赤色の旗）。画面の指示に従って旗を上げ下げしていく。前半と後半に分かれ1人ずつ挑戦。間違えた回数の合計が少ないほうの勝ち。
反射バトル だせだせYMCA（パーフェクト:無し）
代表者同士が1対1でジャンケンを行い、勝った方があっち向いてホイの要領で「だせだせ」の後にY・M・C・Aのいずれかをコールしながら西城秀樹の「YOUNG MAN」と同じポーズを取る。相手が同じポーズをしたらその相手を倒したことになり1本。「だせだせ」の後にY・M・C・A以外をコールしたり、コールしたものと違うポーズを取ったら自爆で相手が1本取ったことになる。先に3本とったほうの勝ち（後期には1回勝つごとに100点）
知覚バトル 電脳戦隊GQファイブ（パーフェクト:有り）
CG画面に、一定時間ごとに赤・青・黄・桃色・緑の5色のバトラー君のうち数人が「イエーイ」と声を上げながら登場して引っ込む。最終的に、5人のうち何色のバトラー君が最も多く登場したのかを当てる。3問出題され、1人ずつ別々に解答。正解数の多い方が勝ち。後期にはお邪魔キャラとして「ワルラーくん」が、さらに番組終了間際の時期には「イカくん」がそれぞれ登場した。（1人1問正解ごとに50点、後期の最初の頃には2問のみ出題。最終回は「初級編」「上級偏」の2つに構成され「上級偏」は2問出題、1人1問正解ごとに100点が獲得された）
単語バトル 穴埋めトルネード（パーフェクト:無し）
後期に行われていたゲーム。タテ・ヨコが3マスずつに区切られたボードを使用する。ただし中央のマスは使用せず、周囲の8マスを使う。ボードの四隅にはカタカナが表示されている。解答者は空白のマスに適当なカタカナを埋めてできる言葉を口頭で答える。最初に表示された文字のうち2文字以上を使用するのが条件だが、読む方向は時計回りでも反時計回りでもよい。しかし空白から始める言葉は無効である。（例）左上から時計回りに「シ」「オ」「サ」「エ」と書かれた場合、「サザエ」「オウサマ」「シンエイ」などの言葉が解答できる。各チームのリレー形式で順番に答え、答えに詰まると脱落。最後に残ったチームが勝利となり200点獲得。ただし、番組が用意した8文字の「ラッキーワード」が毎回隠されており、その言葉を言い当てるとボーナス得点100点を獲得できる。因みに上記の場合、「シンオオサカエキ」と答えるとボーナス得点を獲得できる。しかし、8文字埋めても「ラッキーワード」ではないのもある。（例えば「ナ」「コ」「ビ」「オ」の時にラッキーワードが「ナナコロビヤオキ」（七転び八起き）だったのに対して「コンビニオーナー」と答えた場合。）その場合は得点半分の50点が獲得できた。因みに「イ」「マ」「エ」「サ」の時にラッキーワードが「イチマンエンサツ」（一万円札）だったのに対してトミーズ雅は「エキマエインサツ」（駅前印刷）と答えて「駅前にある印刷所や！」と強く主張したが、ポイントを獲得できなかったことがある。
暗記バトル おぼえてチャチャチャ（パーフェクト:有り）
まず、VTRで一般人に1つのテーマ（例えば「怖いもの」）についてインタビューしたもの（回答例：お化け）が10人分連続で出てくる。この時どの人も回答時には、手拍子しながら「○○、チャチャチャ」と答えている（オンエアでは一連の映像がチャチャチャ風に処理されている。後述の出題や正答のVTRも同じ）。その後さっきの10人のうちの誰かが静止画面で表示され、その人がさっき言った回答を当てるゲームである（ナレーションの「この人チャチャチャ、何だろチャチャチャ」の決まり文句で出題される）。解答後正答が「答えはチャチャチャ」のコールに続き、その人の分のみのVTRが再び流れる形で示される。インタビューされた人の風貌が正答につながるゲームであり、インタビューの最後でバトラーくんが「覚えてね」と歌っていた。前半と後半で1人ずつ挑戦する。4問ずつ挑戦し、正解の合計が多い方の勝ち。（後期には3問ずつ挑戦、正解すれば1問につき50点獲得、最終回は全問正解すれば、ボーナスとしてさらに100点が獲得できた）
連想バトル 思いこみインスピレーション（パーフェクト:無し）
後期に行われていたゲーム。8人の人々（一般人＆芸能人）にあるキーワードを聞かせてそれから連想する言葉を答えてもらったVTRを見て、キーワードを当てる。早押しで当てる。正解すると100点。
直感バトル そっくりペアマッチ（パーフェクト:無し）
後期に行われていたゲーム。まず、各チームに女性有名人が1人ずつ割り当てられる。（得点の低いチームから順番に選ぶ）9人の女性（一般人）の中に「私は（お題の女性有名人に似ている」と答えた人がそれぞれ2人ずついる。各チームとも、自分に割り当てられた女性有名人に似ていると答えた2人を当てる。2人とも当てれば正解で200点獲得。ただし、9人のうち1人だけお題の女性有名人以外の答えをした「JOKER」が混じっていて、その人を選んでしまうと100点減点。
知識バトル ロシアンババ抜き
各チーム、3枚の問題カードを手に持っており、得点の低いチームから順番にババヌキの要領で隣のチームの問題カードを引いて、そのカードの問題に答える。（最初の手番のチームは場に用意された1枚を引いてくる）正解ならそのカードを捨てることができ、同時に得点も入る（前期には1ポイント、後期には200点、一時期および特番としての放送時には300点だった）が、不正解ならそのカードは手元に残ってしまう。手元のカードを全て無くしたチームが1チーム出た時点で終了となる。最終ゲームであり高得点を獲得できるため、毎回このゲームの勝者が優勝となっていた。

## スタッフ
- ディレクター：前西和成、村上雅俊
- 演出・プロデューサー：山田典昭
- 構成ブレーン：疋田哲夫、佐伯勝、鹿児島俊光、上田信彦、たきいしみゆき、小林仁、森脇義次、博多ヒト志、北村京子
- 取材D：岩橋剛志、吉村岳朗、岡崎雅哉
- AD：西川義嗣
- AP：金谷美和子
- TK：本行真由美
- 技術：新井啓嘉
- SW：野村武史
- CAM：橋本善隆
- 音声：澤野茂
- VE：村上和生
- 照明：笠井宏一
- 美術制作：伊藤大樹
- デザイン：松井珠美
- CG：大東裕子
- 音効：船富潤司
- ナレーション：尾山憲一（よみうりテレビアナウンサー）
- VTR出演：MOTHER
- 協力：グリーンアート、高津商会、新光企画、ギミック、アズ、A.I.C.、HIBINO、ハートス、大阪共立、サウンドエフェクト、ステッピンスタジオ、パブリシティーナック
- 制作協力：東通企画
- ENG：大阪東通
- 編集MA：東通AVセンター
- プロデューサー：酒巻正幸（東通企画）
- チーフプロデューサー：岡島英次
- 制作著作：よみうりテレビ

| 読売テレビ 木曜19:00枠                                                                      | 読売テレビ 木曜19:00枠                               | 読売テレビ 木曜19:00枠 |
| 前番組                                                                                      | 番組名                                               | 次番組                 |
| ------------------------------------------------------------------------------------------- | ---------------------------------------------------- | ---------------------- |
| 嗚呼!バラ色の珍生!! （1994年10月27日 - 1995年9月21日） 【深夜の時間帯での遅れネットへ移行】 | 電脳☆GQバトラー!! （1995年10月19日 - 1996年3月28日） | 木曜決定版!            |